# Saint-Sérotin
Saint-Sérotin is een gemeente in het Franse departement Yonne (regio Bourgogne-Franche-Comté) en telt 501 inwoners (2005). De plaats maakt deel uit van het arrondissement Sens.

## Geografie
De oppervlakte van Saint-Sérotin bedraagt 14,2 km², de bevolkingsdichtheid is 35,3 inwoners per km².
De onderstaande kaart toont de ligging van Saint-Sérotin met de belangrijkste infrastructuur en aangrenzende gemeenten.

## Demografie
Onderstaande figuur toont het verloop van het inwonertal (bron: INSEE-tellingen).